# Javier Gerardo Román Arias
Javier Gerardo Román Arias (Tacares, Grecia, 19 de octubre de 1962) es un sacerdote católico costarricense elegido el 21 de marzo de 2015 como III Obispo de la Diócesis de Limón (el VIII desde el Vicariato Apostólico de Limón) en la provincia eclesiástica de Costa Rica por el Papa Francisco. Su parroquia de origen, a pesar de haber nacido en Grecia es Parroquia San Bartolomé Apóstol en Barva de Heredia, lugar en el que creció y desarrolló su vocación sacerdotal.

## Biografía

### Formación
Javier Gerardo nació en Tacares de Grecia provincia de Alajuela el 19 de octubre de 1962. Su juventud e infancia, así como su discernimiento vocacional se desarrolló en la ciudad de Barva.  La carrera eclesiástica la realizó en el Seminario Mayor Nacional de Costa Rica. 

### Sacerdocio
Fue ordenado como sacerdote diocesano el 8 de diciembre de 1987. 
Se desempeñó como párroco de diversas parroquias y en 2008 es nombrado secretario adjunto de la Conferencia Episcopal de Costa Rica; en el 2014 comienza sus funciones como ecónomo de la arquidiócesis de San José.

### Episcopado
El 21 de marzo la Santa Sede le comunicó de dicho nombramiento pero se hizo público hasta el 21 de marzo con la publicación en los actos pontificios. La consagración episcopal, según el Anuario pontificio se llevó a cabo el 30 de mayo de 2015.Durante su episcopado ha particicipado de Sínodo sobre la Sinodalidad como sinodal representando a la Conferencia Episcopal de Costa Rica.
Además, en la Asamblea Ordinaria de la Conferencia Episcopal de Costa Rica del año 2023, fue elegido como Presidente de dicha institución, por tres años (2023-2026).
Presidente de la Comisión Nacional de Laicos 
Presidente del Eco Católico de Costa Rica 
Participó en el Sínodo de la Sinodalidad 2023/2024

### Cartas Pastorales
Para conmemorar las VII Jornada Mundial de los Pobres instaurada por el Papa Francisco en 2017, Monseñor Javier, dio a conocer el 19 de noviembre de 2023 su primera carta pastoral titulada "La paz les dejo, mi paz les doy (Jn 14, 27)" con el fin de hacer de la "Diócesis una casa de puertas abiertas a todos, especialmente a los pobres y quienes más necesitan sentir el amor de Dios".